# Alton Downs
Alton Downs är en flygplats i Australien. Den ligger i delstaten South Australia, omkring 940 kilometer norr om delstatshuvudstaden Adelaide. Alton Downs ligger 30 meter över havet.
Trakten runt Alton Downs är nära nog obefolkad, med mindre än två invånare per kvadratkilometer.. Det finns inga samhällen i närheten.
Trakten runt Alton Downs är ofruktbar med lite eller ingen växtlighet. Genomsnittlig årsnederbörd är 173 millimeter. Den regnigaste månaden är mars, med i genomsnitt 40 mm nederbörd, och den torraste är oktober, med 2 mm nederbörd.